# Língua tibetana
A língua tibetana (em tibetano: བོད་སྐད; Wylie:་ bod skad), conhecida mais especificamente como tibetano padrão, tibetano central ou dialeto de Lassa, é a variante do ramo tibetano das línguas sino-tibetanas falada pelo povo tibetano, que historicamente ocupou uma vasta área da Ásia Central e do Sul da Ásia, bem como pelos refugiados tibetanos espalhados pelo mundo. Diversas variantes da língua tibetana são faladas por povos no norte do Paquistão e da Índia, áreas como Baltistão e Ladaque, ambas próximas à Caxemira. É muito usada particularmente na literatura budista tibetana, em sua escrita mais tradicional e regional.

## Classificação
O tibetano é uma língua tibeto-birmanesa pertencente ao grupo das línguas sino-tibetanas. Lingüisticamente, o tibetano não é muito próximo da língua chinesa, mas está mais próximo desta do que do hindi, assim como o chinês está mais próximo do tibetano do que do japonês, por exemplo. Inclui dezenas de dialetos regionais e ainda sub-dialetos, os quais muitas vezes não são mutuamente inteligíveis.
As reais fronteiras que separam o tibetano de outras línguas da região do Himalaia não são bem definidas. Os dialetos do Tibete central, como Lassa, Kham, Amdo e os de pequenas áreas próximas são considerados como realmente tibetanos. Porém, outras formas de falar como dzongkha, sikkimês, sherpa e ladakhi são consideradas, mais por razões políticas dos seus falantes do que lingüísticas, como línguas separadas.

## Falantes
O chamado “grande tibetano”, um idioma que englobaria todos dialetos e formas, é falado por cerca de seis milhões de pessoas no “Plateau” tibetano. O tibetano Lhasa apresenta 150 mil falantes que são exilados vivendo hoje na Índia e em alguns outros países. O tibetano é também falado por minorias de outras etnias que por séculos viveram nas proximidades do Tibete, mas que também falam suas próprias línguas e mantém suas culturas. Os povos Qiangic dos grupos Kham são considerados pelo governo da República Popular da China como tibetanos étnicos, mas os seus idiomas não são geralmente aceitos como dialetos da língua tibetana, mas preferencialmente como parte de um outro ramo das línguas Sino-Tibetanas.

## Dialetos
O tibetano compreende diversos grupos de dialetos. Dentro da Região Autônoma do Tibete, China, os principais dialetos são os listados a seguir, os quais são usados para estudos etnográficos e transmissões radiofônicas:
- Lhasa/Ü-Tsang: com base no falar de Lhasa, capital da Região Autônoma do Tibete, é também uma língua franca por todo Ü-Tsang; O modo de falar dos tibetanos fora do país é baseado nesse dialeto.
- Kham
- Amdo

Abaixo uma lista mais completa dos dialetos:
- Tibetano Oeste Arcaico:
  - Dialetos balti - (Paquistão, Índia)
  - Dialetos burig ou purik  (India),
  - Dialetos ladakhi (Índia)

- Tibetano Oeste Novo:
  - Dialetos ladakhi de Ladakh superior e de Zanskar (India)
  - Dialetos da área da fronteira noroeste da Índia: Lahul, Spiti, Uttarakhand (Ìndia)
  - Dialetos ngari: Tholing (R.A. do Tibete, China: área Ngari)

- Tibetanos Centrais:
  - Dialetos ngari (R.A. do Tibete, China: área Ngari);
  - Dialetos da área fronteira norte do Nepal
  - Dialetos tsang (R.A. do Tibete, China: área Shingatsei);
  - Dialetos Ü (R.A. do Tibete, China: área Lhoka, em Lhasa)

- Tibetanos do Norte:
  - Dialetos ngari (Gertse),
  - Dialetos da área Nakchu  (R.A. do Tibete, China)),
  - Dialetos chineses do sul (Província Qinghai, China, Nangchen)

- Tibetanos do Sul:
  - Dialetos de Sikkim (Índia)
  - Dialetos tsang (vale de Tromowa)
  - Dialetos do Butão

- Tibetanos do Leste Kham:
  - Dialetos kham da província de Qinghai;
  - Dialetos kham da área Chamdo  (R.A. Tibete, China)
  - Dialetos kham da província de Sichuan, China,
  - Dialetos kham da província de Yunnan, China

- Tibetanos do Leste Amdo:
  - Dialetos amdo da província de Qinghai
  - Dialetos amdo da província de Gansu, China,
  - Dialetos amdo da província de Sichuan.

## Características
Embora o tibetano clássico aparentemente não seja uma língua tonal, alguns dos dialetos apresentam essa característica, tais como os dialetos centrais, os dialetos khams. Os dialetos amdo e outros do leste.
A morfologia da língua tibetana atual é de natureza aglutinativa, porém o tibetano clássico era fortemente analítico.

## Gramática

### Sintaxe e ordem das palavras
- Tibetano é um língua ergativa.  Os constituintes gramaticais principais (substantivos, verbos, por exemplo) ficam geralmente no final.
  - Os adjetivos precedem os substantivos;
  - Os objetos, advérbio e adjetivos (para verbos de ligação) precedem os verbos;
  - Um substantivo na forma do modo genitivo precede o substantivo que o primeiro modifica.
  - Pronomes demonstrativos e numerais ficam depois do correspondente substantivo.

### Substantivos
A língua clássica em sua forma escrita apresenta nove casos gramaticais (declinações), embora alguns gramáticos tibetanos considerem que só há oito casos, como em sânscrito.:
Os casos são marcados por Sufixos apostos à raiz.
- absolutivo (sem marcação de caso)
- genitivo (-gi, -gyi, -kyi, -'i, -yi)
- ergativo / instrumental (-gis, -gyis, -kyis, -'is, -yis)
- locativo (-na)
- alativo (-la)
- terminativo ( -ru, -su, -tu, -du, -r)
- comitativo (-dang)
- ablativo (-nas)
- elativo (-las)

A morfologia do caso é afixada a uma sentença substantiva completa, não às palavras individuais.
Sufixos de nominalização — pa ou ba e ma — são necessários pelo Substantivo ‘’ou’’ pelo adjetivo, apenas em um deles;
- po ou bo (gênero gramatical masculino) e mo (Gênero feminino) são usados tanto para indicar gênero, como para enfatizar.

O plural é indicado onde necessário pela adição do morfema (-rnams), quando a natureza coletiva da pluralidade deve ser bem caracterizada é utilizado o morfema  (-dag). Esses dois morfemas podem ser ainda agrupados (ex.: .rnams-dag ' é um grupo com muitos membro, enquanto que dag-rnams indica  'muitos grupo'). Quando muitas palavras são conectadas numa única sentença, muitas vezes os mesmo requerem diferentes marcações de caso. Nesse caso vale o caso da última palavra da sentença a ser marcada.
Há pronomes pessoais, demonstrativos, interrogativo e reflexivos, assim como um artigo indefinido, o qual é totalmente referente ao numeral “um”.

### Verbos
Os verbos não flexionam por pessoa ou número.
Porém, há até quatro diferentes formas de raízes verbais, com morfologia originária do sânscrito, conforme os gramáticos tibetanos, embora o exato significado semântico dessas raízes é controverso; o que se chama de “futuro”  não é um futuro verdadeiro, mas apresenta um sentido de necessidade ou obrigação:
- presente (lta-da)
- passado ('das-pa)
- futuro (ma-'ongs-pa)
- imperativo (skul-tshigs)

A maior parte dos verbos tibetanos expressam uma duas condições a seguir:
- os que expressam de forma implícita ou mesmo explícita o envolvimento de um agente, o que é caracterizado na frase pela partícula (kyis). É a dita categoria tha-dad-pa.
- os que expressam ações que não envolvem um agente. Chama-se tha-mi-dad-pa.

Isso parece ser o mesmo que os conceitos de transitividade e intransitividade das línguas ocidentais, mas os gramáticos tibetanos os consideram como "voluntário” e  "involuntário", respectivamente, com base em descrições antigas nativas. A maioria dos verbos “involuntários” não apresenta a forma imperativa;
Muitos verbos apresentam um “Ablaut” ou fusão-transformação de vogais na raiz dentre as quatro formas dessas raízes, de modo que os a ou e do tempo presente tendem a se tornar no imperativo byed, byas, bya, byos 'fazer'); o e do presente vai para a nos tempos passado e futuro (len, blangs, blang, longs 'tomar'); em outros verbos um presente em i passa a ser u nas outras raízes  ('dzin, bzung, gzung, zung 'tomar').  Também, as raízes dos verbos se distinguem pela adição de vários prefixos e sufixos, assim temos: sgrub (presents) bsgrubs (passado), bsgrub (futuro) sgrubs (imperativo).  Assim o sufixo “s” ao final, se e quando usado, é regular para o passado e para o imperativo. Os demais prefixos específicos são menos previsíveis para certos verbos, embora haja um padrão quase claro para b- como raiz do passado e g- para o futuro, mas o uso não é tão consistente.
Apenas um número bem limitado de verbos apresenta os quatro tipos de formas, alguns têm apenas três, alguns apresentam duas formas e muitos se apresentam de uma única forma. A relativa deficiência é compensada pela adição de auxiliares e prefixos, tanto na linguagem clássica, como nos dialetos contemporâneos.
A forma negativa dos verbos é marcada por duas partículas preposicionadas: mi e ma.  Mi é usado para presente e para futuro. A partícula ma é usada no passado e no imperativo, porém apenas no tibetano clássico. No moderno tibetano as proibições não empregam a raiz do imperativo, apenas o presente é negado com ma em muitos casos, por não haver as quatro formações das raízes verbais. Há também um verbo estativo “negativador”, med (não há, não existe), que é uma contrapartida do verbo também estativo yod (existe, há).

### Numerais
De forma diferente das demais línguas do leste da Ásia, não há auxiliares numerais ou palavras de medidas para contagem em tibetano, embora palavras que expressam sentidos de coletivos ou de inteiros são usadas depois das dezenas e até, às vezes, para quantidades menores do que dez. Nos trabalhos de natureza científica e astrológica, os necessários numerais, são, como em sânscrito, expressados por palavras simbólicas.

## Tipos de linguajar
- P'al-skad (Phal-skad): a fala vernacular.
- Zhe-sa (She-sa) ("fala polida respeitosa"): o estilo mais formal de falar, em especial em Lhasa.
- Ch'os-skad (Chos-skad) (“linguajar religioso"): estilo literário np qual as Escrituras budistas e outros textos clássicos são escritas.

Substantivos verbos tibetanos apresentam um complexo sistema de formas indicando polidez e graus honoríficos, similar ao que existem em japonês. Assim, há verbos para ações corriqueiras e diárias, que são bem diferentes para se expressar com e entre pessoas de “status” superior”, mesmo com ou sem característica de cortesia,independendo do agente ou da ação.  Assim temos: lta 'ver', honor. gzigs; byed 'fazer', honor. mdzad. Quando, porém, não existir raiz honorífica para um determinado verbo, o mesmo efeito é obtido compondo o verbo padrão com uma raiz honorífica genérica, tal como mdzad.

## Escrita

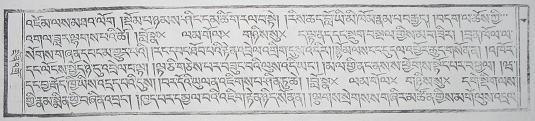
Texto tibetano.

O alfabeto tibetano é silábico (abjad) como muitos outros alfabetos da Índia e do Sudeste asiático. Cada consoante tem sua vogal inerente /a/. Outras vogais podem ser indicadas pelo uso de uma variedade do Diacríticos colocados acima ou abaixo da consoante. Os conjuntos de consoantes têm seus símbolos próprios. As sílabas são separadas por pontos;
tibetano é escrito com um escrita brāhmī, embora alguns habitantes  da região de Ladakh escrevam foneticamente com a escrita urdu, com base original na escrita perso-árabe. A escrita urdu ou perso-árabe usada em partes de Ladakh também é usada entre os “Baltis” no Baltistão paquistanês desde que há centenas de anos a escrita tibetana foi eliminada, quando a região adotou o Islamismo; Porém, a crescente preocupação entre os Baltis do Paquistão no sentido de preservar a sua cultura e língua, especialmente para enfrentar a a forte influência panjabi de todo o Paquistão, levou alguns Baltis a um interesse em reviver e fortalecer a escrita tibetana e usá-la lado a lado com a escrita perso-árabe;
Muitas lojas em Skardu, capital do Baltistão, nas áreas do norte da região, começaram a substituir caracteres em escrita perso-árabe por caracteres tibetanos. Os Baltis encararam essa iniciativa não como algo de natureza separatista, mas como uma tentativa de manter, de preservar, aspectos culturais  raros e únicos numa região que eles compartilhavam desde época relativamente recente (desde a chegada do Islamismo) na área há alguns séculos com vizinhos como Caxemirenses e Panjabis;
A transliteração "Wylie" é a forma de romanização (transliteração com alfabeto latino) mais usada pelos estudiosos ocidentais. Essa é usada nesta página.
- Entre as iniciais, cinco — ག g, ད d, བ b, མ m, འ ' — são consideradas como prefixos, sendo usados com diversos objetivos pertencendo às raízes de verbos e substantivos. Como regra geral, nenhuma dessas letras pode ser usada antes de qualquer outra da mesma classe. Assim, a língua é bastante regida por leis de “eufonia”, que foram estritamente formuladas por gramáticos nativos;.

### Alfabeto
A escrita se origina do alfabeto devanagari, sendo composta pelos símbolos a seguir:
- 30 consoantes
- 5 consoantes para palavras vindas do sânscrito
- 4 diacríticos para marcar vogais;
- 90 conjuntos de consoantes
- 10 para os numerais de 0 a 9;

## História da fonologia
A fonologia do tibetano antigo quase não ficava expressa pela escrita. Os finais de palavras, ainda que fossem pronunciados quase mudos,  eram escritos como sonoros, com as letras de prefixos tendo sua sonoridade assimilada às letras da raiz. As combinações gráficas hr e lh representavam sons “mudos” e  não eram necessariamente correspondentes aos aspirados r e l. Essas letras eram pronunciadas com gutural fricativa muda antes de vogais, mas como uma pré-nasalização homo-orgânica antes de consoantes. Não se define bem se o “verso” gigu teria significado fonético.
Como exemplo, Srong rtsan Sgam po deveria ser pronunciado [sroŋrtsan zɡampo] (agora se pronuncia [soŋtsɛn ɡampo] em tibetano de Lhasa) e 'babs deveria ser pronunciado [mbaps] (atualmente no tibetano de Lhasa é pronunciada [bapˤ]).
Já no século IX pode ser percebido nas palavras tibetanas transliteradas para outras línguas, em particular para  a língua uigur e o chinês, um processo de simplificação, perda de sonoridade e de tonogênese nos dialetos centrais da língua.
A evidência indicada acima permite que se considere um quadro da evolução do tibetano:
- No século IX, conforme um tratado bilíngue tibeto-chinês encontrado em Jonkhang – Lhasa, os grupos iniciais complexos já haviam sido reduzidos e o processo de tonogênese já estava bem encaminhado.
- Nos dialetos tsang (gtsang) houve outra mudança, ao ser as marcas ra alternadas em consoantes retroflexivas e as marcas ya se tornarem palatais.
- Mais tarde as letras sobrescritas e os “d” e “s” finais desapareceram, exceto nas áreas leste e oeste. Nessa fase a língua se espalhou para Lahul e Spiti, onde as letras sobrescritas eram mudas, silentes; os d e g finais quase não eram ouvidos; os as, os, us eram como ai, oi, ui. As palavras vindas do Tibete nas línguas vizinhas nessa época eram bem diferentes daquelas introduzidas nos períodos anteriores.
- As demais mudanças são mais recentes e são restritas ao “Ü” e ao “Tsang”. Em Ü, os sons vogais a, o, u sofreram “umlauts” sonoros para ä, ö, ü sempre que são seguidas por sons coronais i, d, s, l e n. O mesmo vale para tsang, exceto para o l que simplesmente torna a vogal mais As mediais se tornaram aspiradas tênues com baixa intonação, o que também marca as palavras que tenham uma simples (sem grupo) consoante inicial, enquanto que as aspiradas anteriores e as iniciais complexas simplificadas na fala são audíveis como tons altos e rápidos;

## Fonologia do tibetano moderno de Lhasa
A seguir um sumário o sistema fonológico do dialeto lhasa-tibetano, aquele que mais influencia na linguagem.

### Vogais
Tournadre e Sangda Dorje identificaram na linguagem padrão oito vogais:
|              | Frontal, não arredondada | Frontal, arredondada | Posterior, arredondada |
| ------------ | ------------------------ | -------------------- | ---------------------- |
| Fechada      | [i]                      | [y]                  | [u]                    |
| Meio fechada | [e]                      | [ø]                  | [o]                    |
| Meio aberta  | [ɛ]                      |                      |                        |
| Aberta       | [a]                      |                      |                        |

Podem por vezes ser consideradas mais três vogais distintas das acima:
- [ʌ] ou [ə], geralmente um alofone de [a];
- [ɔ], geralmente um alofone de [o];
- [ɛ̈] (não arredondada, centralizada, meio frontal, geralmente um alofone de [e].

Esses sons ocorrem em geral em sílabas fechadas, pois como o tibetano não apresenta consoantes geminadas, há casos em que uma sílaba termina com o mesmo som da que a segue, resultando Exemplo: zhabs (pé) é pronunciada [ɕʌp] e pad (contração de padma, lotus) é pronunciada [pɛʔ]. Porém, a palavra composta zhabs pad é pronunciada [ɕʌpɛʔ]. Desse processo resulta um mínimos pares entre sons que, de outro modo seriam alofones.
Há ainda dúvidas quanto aos fonema [ɛ̈] (resultado de [e] em sílaba fechada) e [ɛ] (resultado do [a] via “mutação i”) serem distintos ou basicamente os mesmos.
Diferentes comprimentos de vogais existem no tibetano de Lhasa, aparecendo, porém, em circunstâncias bem restritas. Assimilação de vogais com sufixos no tibetano Clássico - normalmente s—normalmente ‘i — no final de uma palavra produz uma vogal longa no tibetano de Lhasa; isso é algumas vezes omitido nas transcrições gráficas. Na pronúncia falada normal, uma vogal alongada é muitas vezes substituída pelos sons [r] e [l] quando ocorrerem no fim de uma sílaba.
Cada uma das vogais [i], [y], [e], [ø], [ɛ] tem formas nasalizadas: [ĩ], [ỹ], [ẽ], [ø̃], e [ɛ̃], respectivamente. Historicamente, isso resulta de uma sílaba final, tal como [in], [en], etc. Em casos mais raros, as vogais  [a], [u], podem [o] podem ser nasalizadas.

### Tons
O dialeto de Lhasa é considerado como apresentando dois tons, alto e o baixo. Porém, nas palavras monossilábicas cada um dos dois tons pode apresentar dois contornos diversos. O tom alto pode ser pronunciado como “plano’ (sem variação) ou como “subindo-descendo”, subindo a um nível médio e depois decaindo. É fácil de distinguir entre dois tons, pois há poucos “pares mínimos” diferindo apenas pelo contorno. A diferença ocorre em certos finais de palavras nos sons [m] ou [ŋ]; Exemplo, a palavra kham (em tibetano: ཁམ་, "peça, pedaço") é pronunciada [kʰám] com tom alto plano, enquanto que a palavras khams (em tibetano: ཁམས་, "região de Kham") é pronunciada [kʰâm] com tom decrescente.
Em palavras polissilábicas o tom somente tem significação na primeira sílaba.  .

### Consoantes
|             |              | Labial | Alveolar | Alvéolo-palatal | Retroflexiva | Palatal | Velar | Glotal |
| ----------- | ------------ | ------ | -------- | --------------- | ------------ | ------- | ----- | ------ |
| Nasal       | Nasal        | m      | n        |                 |              | ɲ       | ŋ     |        |
| Plosiva     | aspirada     | pʰ     | tʰ       |                 |              | cʰ      | kʰ    |        |
| Plosiva     | não aspirada | p      | t        |                 |              | c       | k     | ʔ      |
| Africativa  | aspirada     |        | tsʰ      | tɕʰ             | ʈʂʰ          |         |       |        |
| Africativa  | não aspirada |        | ts       | tɕ              | ʈʂ           |         |       |        |
| Fricativa   | Fricativa    |        | s        | ɕ               | ʂ            |         |       | h      |
| Aproximante | Aproximante  |        | ɹ        |                 |              | j       | w     |        |
| Lateral     | muda         |        | l̥        |                 |              |         |       |        |
| Lateral     | sonora       |        | l        |                 |              |         |       |        |

Observação:
- As oclusivas não aspiradas /p/, /t/, /c/, /k/ tipicamente se tornam sonoras no tom baixo, sendo pronunciadas respectivamente [b], [d], [ɟ], [g]. Esses sons são vistos com alofones. Por processo similar às oclusivas aspiradas [pʰ], [tʰ], [cʰ], [kʰ] são típica e levemente aspiradas no tom baixo;.
- A alveolar vibrante ([r]) é uma distribuição complementar da alveolar aproximante [ɹ]]; são assim tratadas como um mesmo fonema.
- A alveolar muda lateral aproximante [l̥] se assemelha à alveolar muda lateral fricativa [ɬ] encontrada em línguas como o galês a o zulu e transcrita por vezes como {IPA|<ɬ>}}.
- As consoantes /m/, /ŋ/, /p/, /r/, /l/, /k/ podem aparecer mas posições finais de sílabas. O final /n/  do tibetano clássico ainda existe, mas sua moderna pronúncia é percebível como a nasalização da vogal que a precede, não como uma consoante “discreta” (ver acima). Observa-se que /k/ não é pronunciada quando na posição final de uma palavra, exceto quando em linguagem muito formal. Do mesmo modo as consoantes /r/ e /l/ quando no final de uma palavra não são geralmente pronunciadas claramente, mas são como um “alongamento” da vogal que a precede. A oclusiva glotal fonêmica /ʔ/ somente aparece no final de palavras em lugar de uma /s/, /t/ ou /k/ que eram pronunciadas no tibetano clássico, mas desde muito tempo tiveram seu som oculto. Por exemplo, a palavra Tibete em si era Bod em tibetano clássico e atualmente no dialeto de Lhasa é pronunciada como [pʰø̀ʔ];.

## Estudos
Pelo menos desde o século VII, quando os chineses entraram pela primeira vez em contato com os Tibetanos, a fonética e a gramática  do tibetano foi  estudada e documentada. Tibetanos também passaram a sistematizar estudos de sua língua, visando principalmente traduções, religião (Budismo) e relações diplomáticas com a Índia e China.
O indólogo e linguista da Índia, Rahul Sankrityayan escreveu uma gramática tibetano – hindi. Outras obras escritas em tibetano foram::
1. Tibbati Bal-Siksha - 1933
2. Pathavali (Vol. 1,2 & 3) - 1933
3. Tibbati Vyakaran - 1933
4. Tibbat May Budh Dharm-1948

Linguistas ocidentais que chegaram ao Tibete dos séculos XVIII e XIX foram:
- O húngaro Alexander Csoma de Körös (1784–1842) publicou o primeiro dicionário e a primeira gramática de língua europeia para tibetano. Essay Towards a Dictionary, Tibetan and English.
- H. A. Jäschke da Igreja Morávia numa missão em Ladak em 1857, Tibetan Grammar + A Tibetan-English Dictionary.
- Os frades capuchinhos estabelecidos em Lhasa por um quarto de século, desde 1719
  - Francisco Orazio della Penna, conhecido por sua detalhada descrição do Tibete
  - Cassian di Macerata que mandou para a Itália materiais que foram utilizados pelo frade agostiniano Aug. Antonio Georgi de Rimini (1711–1797), que publicou seu Alphabetum Tibetanum (Roma, 1762, 4t0), uma obra ponderada e confusa, que ainda é referência, sem apresentar total  confiabilidade;
- Em São Petersburgo, Isaac Jacob Schmidt publicou em 1839 seu Grammatik der tibetischen Sprache in 1839 e ainda seu  Tibetisch-deutsches Wörterbuch de 1841. Seu acesso a fontes mongóis lhe permitiu enriquecer os resultados de seus trabalhos com informações que seus predecessores (acima) não poderiam conhecer. Seus Tibetische Studien (1851–1868) formam uma coleção valiosíssima de documentos e observações.
- Na França, P. E. Foucaux publicou em 1847 uma tradução do Rgya tcher rol-pa, a versão tibetana para Lalita Vistara (Índia), e em 1858 uma Grammaire thibitaine
- Ant. Schiefner de St Petersburg em 1849 publicou uma série de traduções e pesquisas.
- Theos Casimir Bernard, PhD em religião da “Columbia University”, explorador e praticante de yoga e do Budismo, publicou em 1936/37, após sua viagem à Índia e ao Tibete sua  A Simplified Grammar of the Literary Tibetan Language, 1946. See the 'Books' section.

## Ameaças - China
Chineses alegam que na maior parte do Tibete a Educação Fundamental é administrada em língua tibetana e que educação bilíngüe (tibetano mais chinês é raramente aplicada antes do Ensino Médio. Porém, sabe-se que na prática o chinês é realmente a língua aplicada no Ensino Secundário.  Aqueles estudantes que chegam ao ensino terciário têm a opção de estudar ciências humanísticas na língua tibetana em “escolas para minorias” da China.
 Essa diferença em relação às escolas Tibetanas de Dharamsala, Índia, onde o “Curriculum” do Ministério de Desenvolvimento de Recursos Humanos exige que assuntos acadêmicos sejam ensinados em inglês desde o início do Ensino Médio. O índice de analfabetismo e as reprovações continuam a ser as principais preocupações do Governo da China, pois uma grande parte da população do Tibete continua analfabeta, pois muitos pais das áreas rurais não têm condições para mandar seus filhos para as escolas.
Em fevereiro de 2008, Norman Baker, do Parlamento Britânico, sugeriu a marcação do “Dia Internacional da Língua Materna” e declarou que “O governo chinês está seguindo uma política deliberada para extinguir tudo o que seja tibetano, incluindo a língua desse povo dentro da sua pátria. É óbvio que o tibetano deve ser a língua oficial  do Tibete. O mundo deve agir, O tempo está correndo para o Tibete”.Os direitos dos Tibetanos, conforme o Artigo 5 da “Declaração Universal da Diversidade Cultural”, de “se expressar por si próprios, criar e disseminar seus trabalhos na linguagem de sua escolha e, em especial, na sua língua mãe”, bem como ser “providos de educação e treinamento de qualidade, que respeite totalmente a sua identidade cultural”.

### Exageros
Alguns especialistas chegam, porém, a questionar essa exigência, achando-a exagerada e desnecessária, uma vez que a maioria dos Tibetanos ainda vivem em áreas rurais onde o Chinês não é falado. Os tibetanos de Lhasa e de outras cidades já se tornaram praticamente chineses. No “ Texas Journal of International Law”, Barry Sautman escreveu que "nenhum dos estudos recentes sobre línguas em perigo de extinção cita o tibetano como ameaçada”. Diz ainda que presença dela entre os tibetanos contrasta  com as perdas da língua mesmo nas áreas remotas de estados ocidentais providos de políticas liberais […] e dizer que há forte ensino do Chinês padrão “potonghua” nas escolas primárias do Tibete é um erro.
Além disso,  há dados desde 1996 de que o tibetano é a linguagem principal na instrução em 98% das escolas do TAR. O “chinês “potonghua“ é apresentado aos alunos mais jovens apenas nas escolas urbanas. Como menos de 40% dos Tibetanos TAR chegam à escola secundária, a formação primária (em tibetano) significa bastante na formação da cultura da região " Por outro lado, os Tibetanos da Índia tem percebido um declínio na performance lingüística Tibetana dentre os que recentemente fugiram do Tibete para o território indiano.
O tibetologista, Elliot Sperling, também percebeu que "dentro de certos limites, o governo da China tem feito esforços para acomodar a expressão cultural Tibetana e que, assim, a atividade cultural no planalto tibetano não pode ser ignorada."